# Approche-toi
Albums de Dick Annegarn
InéDick
(1992) Adieu verdure
(1999)
Approche-toi est un album de Dick Annegarn, sorti en 1997 sous le label Tôt ou tard.
C'est son premier album sorti non-confidentiellement depuis les adieux du chanteur au show business à la fin des années 1970. Les photos de la couverture et de la pochette sont de Jean-Baptiste Mondino.

## Liste des titres
| No  | Titre                | Durée |
| --- | -------------------- | ----- |
| 1.  | Approche-toi         | 3:40  |
| 2.  | Les Tchèques         | 2:43  |
| 3.  | Il pleut             | 3:05  |
| 4.  | Crépuscule           | 4:04  |
| 5.  | Orbre                | 2:57  |
| 6.  | Attila Jozsef        | 4:11  |
| 7.  | Send my body home    | 3:18  |
| 8.  | Tu mènes ta vie      | 3:41  |
| 9.  | Buvant seul          | 2:05  |
| 10. | C'est dans les rêves | 5:32  |
| 11. | Travail trop cher    | 3:46  |
| 12. | Rabbi Jésus          | 4:32  |

## Musiciens
- Contrebasse : François Moutin
- Percussions : Dominique Mahut
- Batterie : Laurent Robin
- Saxophones : Éric Seva et Bobby Rangell
- Trompettes : Claude Egea et Jean-Claude Verstraete
- Trombone : Damien Verherve
- Cor : Jacques Peillon
- Accordéon et piano : Vincent Frèrebeau
- Clarinette : Nano Peylet
- Hautbois : Michèle Vandenbroucque
- Basson : Dominique Douvrain
- Guitare : Dick Annegarn
- Quatuor à cordes : Tir-cordes (D. et A.-L. Wacheux, S. Lo Verde, A. Lefebvre)
- Ensemble à cordes Alhambra
- Chœurs

- Réalisation : Dominique Blanc-Francard
- Arrangements : Joseph Racaille et Dick Annegarn